# Onze-Lieve-Vrouwkapel ter verering van Mesen en Chèvremont

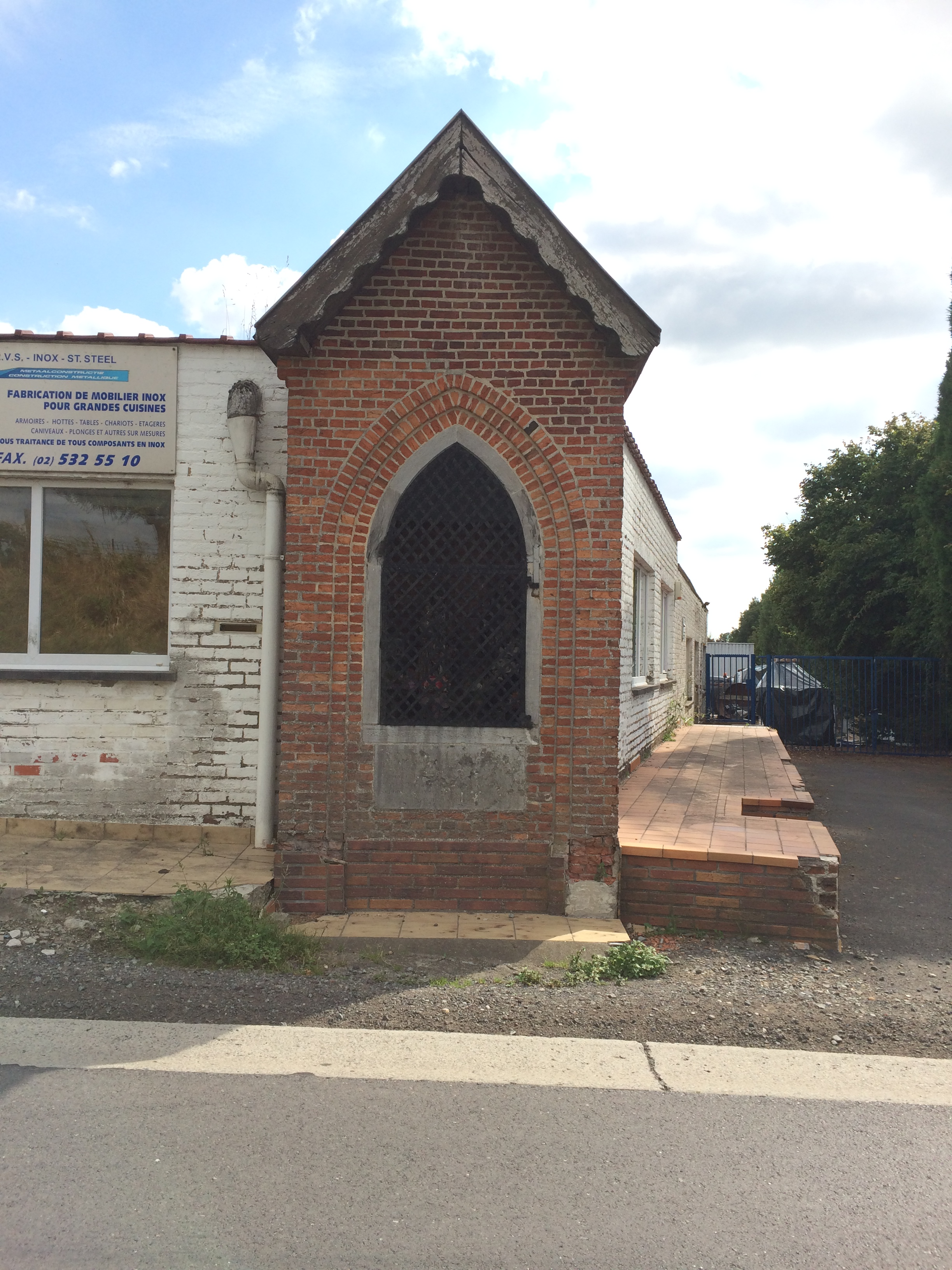
Onze-Lieve-Vrouwkapel van Meesen en Chèvremont

De Onze-Lieve-Vrouwkapel ter verering van Mesen en Chèvremont is een kapel in de Belgische plaats Sint-Laureins-Berchem, deelgemeente van Sint-Pieters-Leeuw. De bakstenen kapel werd gebouwd door C.F. Huygens in 1873.
Onder de nis is de volgende tekst leesbaar:
Deze kapel is gebouwd den 15 julius 1873 ter eere van Onze-Lieve-Vrouw van Meesen en Onze-Lieve-Vrouw van Chèvremont door C.F. Huygens kleyndochter van wylen Tobias Crokaert en Joanna Maria Schoonjans in leven pachter en eygenaer in deze parochie.
Anno 2019 is deze kapel onderdeel van de kaarskesprocessie.
In de kapel bevinden zich beelden van Onze-Lieve-Vrouw met Kind en Antonius van Padua.